# Nipponaetes fessus
Nipponaetes fessus är en stekelart som först beskrevs av Henry Keith Townes, Jr. 1958. Nipponaetes fessus ingår i släktet Nipponaetes, och familjen brokparasitsteklar. Inga underarter finns listade i Catalogue of Life.